# SMS Wettin
El SMS Wettin fue un acorazado pre-dreadnought perteneciente a la clase Wittelsbach de la Marina Imperial Alemana. Su epónimo hace referencia a la Casa de Wettin, línea dinástica que gobernó el Reino de Sajonia durante más de 800 años.

## Construcción
El SMS Wettin fue construido en los astilleros Schichau Werft, de Danzig. Su quilla fue puesta en grada en noviembre de 1899, botado el 6 de junio de 1901 y completado el 1 de octubre de 1902, a un coste total de 22 597 000 marcos alemanes oro.

## Historial de servicio

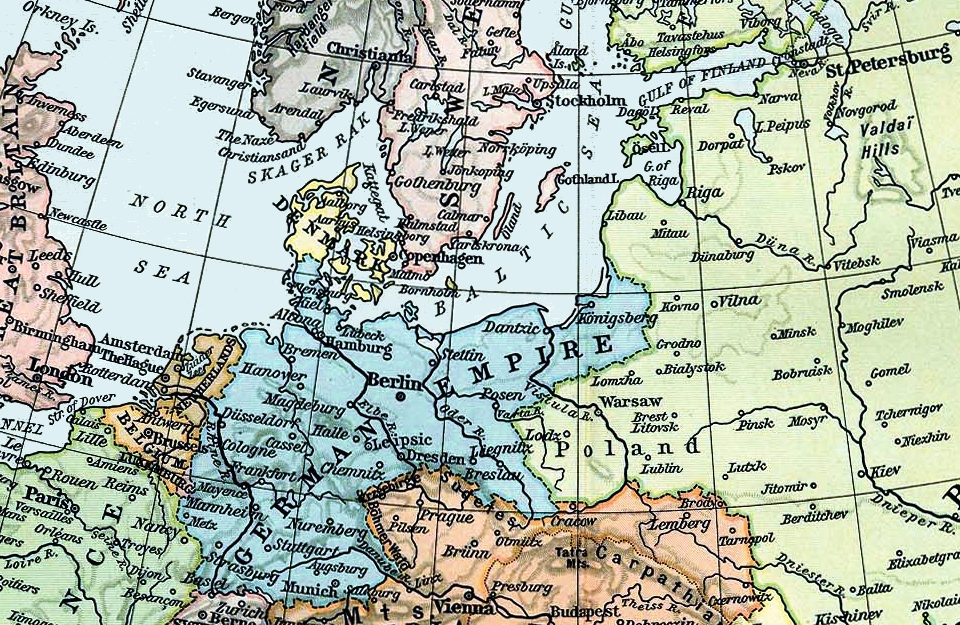
Mapa del Mar Báltico de 1911

Al inicio de la Primera Guerra Mundial, el Wettin sirvió junto con sus gemelos en la IV Escuadra de combate con el objetivo de defender el mar Báltico y el Mar del Norte. En noviembre de 1915, el Wettin es puesto en reserva y reducida su tripulación. En mayo de 1916 todas sus piezas de 240 mm son retiradas y en agosto de 1917 entra en dique para reformas en Wilhelmshaven. Ese mismo mes y hasta octubre de 1919 es usado como buque cuartel en Kiel, siendo utilizado para el mismo cometido hasta febrero de 1920 en Cuxhaven y, a partir de noviembre de ese mismo año, como barco nodriza de dragaminas hasta el 21 de noviembre de 1921, en que fue vendido para desguace, lo que se llevó a cabo en 1922 en Rönnebeck.